# Gary Kelly
Gary Kelly (Drogheda, 9 de julho de 1974) é um ex-futebolista irlandês que atuou sua carreira toda pelo Leeds United.

## Carreira
Gary Kelly integrou a histórica Seleção Irlandesa de Futebol da Copa do Mundo de 1994 e 2002. 